# Guardia de Asalto
La Guardia de Asalto era l'unità di riserva militare della polizia locale nella Seconda Repubblica Spagnola.
Erano unità speciali di polizia create dalla Repubblica Spagnola nel 1931 per fronteggiare episodi di violenza urbana, e all'inizio della guerra civile spagnola c'erano 18 000 guardie d'assalto. Circa 12 000 rimasero fedeli al governo repubblicano, e altre 5 000 aderirono alla fazione nazionalista. Molte delle sue unità combatterono contro le forze che appoggiavano Franco e i loro alleati.
Con il raggiungimento del potere di Francisco Franco il Corpo venne sciolto e i membri sopravvissuti alla guerra furono inglobati nel Corpo di polizia armata.

## Storia
Caduta la monarchia spagnola nell’aprile  1931, il nuovo regime repubblicano creò il Corpo come forza nazionale di polizia armata in stile gendarmeria, da usare per reprimere i disordini in zone urbane. Armata ed addestrata specificamente, la Guardia de Asalto era progettata per costituire una forza più efficace, per le esigenze di sicurezza interna, di quanto potesse esprimere la normale polizia o l'esercito fondato su coscritti. Fin dalla sua nascita (1844) la Guardia Civil con i suoi 25 000 uomini poteva essere impiegata nelle grandi città in caso di disordini, ma questa efficiente  forza non godeva della simpatia della nuova repubblica, né veniva considerata propriamente ideale per le operazioni urbane.
Il Ministro de la Gobernación Miguel Maura di conseguenza riorganizzò elementi della polizia preesistente in una forza repubblicana di sicurezza, armata più pesantemente, per il servizio nelle città, lasciando le zone rurali alla Guardia Civil. Come primo passo, furono formate le Compañías de Vanguardia ("compagnie di avanguardia"). Esse furono poi rinominate Sección de guardias de Asalto. Inserite nel riformato Cuerpo de Seguridad, rappresentavano uno strumento per controllare le dimostrazioni di massa; concettualmente analogo alle moderne unità specializzate nei servizi di ordine pubblico. Nel 1932 il Cuerpo de Seguridad divenne Cuerpo de Seguridad y Asalto.
Svolse un ruolo nel salvaguardare la repubblica durante le prime fasi dell'insurrezione militare che diede inizio alla guerra civile spagnola, soprattutto contribuendo a soffocare la rivolta dell'esercito a Barcellona e attraverso gli eroici contributi alla difesa di Madrid, in cui esse si esposero ad una quota preponderante degli scontri, e delle conseguenti perdite umane. Come notato da un militante del Partito Operaio di Unificazione Marxista, che aveva partecipato a detto Assedio di Madrid,

«Le guardie erano il solo corpo di polizia efficiente creato dalla repubblica, e a Madrid erano una forza rivoluzionaria composta quasi esclusivamente di giovani socialisti o altri elementi di sinistra. La loro importanza nel combattimento che incombeva fu parimenti decisiva; furono loro che, nel primo paio di mesi, praticamente salvarono Madrid… Nel combattimento effettivo furono ancora le Guardie d'Assalto che assorbirono l'urto, tanto che posso davvero dire che a Madrid non ci sia stata praticamente una singola guardia d'assalto, o ufficiale, che rimanesse in vita sei mesi dopo.»

I Carabineros e le guardie d'assalto furono i corpi di polizia spagnoli in cui il colpo di stato del '36 trovò il minor consenso. Quando scoppiò la "guerra di Spagna" circa il 70% delle guardie d'assalto rimase fedele alla repubblica spagnola. Sull'altro versante, nella Guardia Civil la spaccatura tra lealisti e ribelli era equamente distribuita circa a metà, sebbene la più alta autorità del corpo, Ispettore Generale Sebastián Pozas, fosse rimasta fedele al governo repubblicano.

## Organizzazione
Il Cuerpo de Asalto era suddiviso in gruppi di diverse dimensioni in modo simile all'esercito, ma l'unità fondamentale era la compagnia. In particolare:
- Escuadra: 7 agenti al comando di un caporale.
- Pelotón: 3 escuadras più un sottufficiale; erano anche dotate di mitragliatrici (Hotchkiss Mle 1914), autocarri scoperti con 25 posti a sedere e granate fumogene.
- Sección: 3 pelotones.
- Compañía: 3 secciones agli ordini di un ufficiale.
- Grupo: formato da 3 compañías fucilieri e una denominata Compañía de especialidades. Tale compañía consisteva di una Plana Mayor e di tre secciones: una di mortai, un'altra di mitragliatrici e la sezione motorizzata, che comprendeva auto leggere, motocicli, camionette e autobus, ambulanze e veicoli blindati.

## Personale

### Gradi
Prima della guerra civile, le stelle argentate a otto punte e a sei punte comparivano sulle uniformi degli ufficiali della Guardia de Asalto. Dopo il colpo di stato del 1936 e la conseguente riorganizzazione delle Fuerzas Armadas de la República Española furono introdotti dei cambiamenti e i gradi vennero semplificati.
Le stelle argentate a otto e a sei punte che venivano portate tra il 1931 e il 1936 vennero sostituite dalla stella stella rossa a cinque punte.

### Ufficiali
| Spagna (1931–1936) |                  |            |         |          |         |
| Coronel            | Teniente Coronel | Comandante | Capitán | Teniente | Alférez |

### Gradi di sottufficiali
| Spagna (1931–1936) |             |         |                  |          |      |                 |         |
| Subteniente        | Subayudante | Brigada | Sargento Primero | Sargento | Cabo | Guardia Primero | Guardia |

### Ufficiali (guerra civile)
| Spagna (1936–1939) |                  |            |         |          |         |
| Coronel            | Teniente Coronel | Comandante | Capitán | Teniente | Alférez |

### Gradi di sottufficiali (guerra civile)
| Spagna (1936–1939) |          |      |         |
| Brigada            | Sargento | Cabo | Guardia |

## Curiosità
- George Orwell menziona più volte questo corpo nel suo Omaggio alla Catalogna.